# Jiří Srnka
Jiří Srnka (Písek, 1907. augusztus 19. – Prága, 1982. január 31.) cseh zeneszerző volt.

## Élete
Nyolcéves korától a méltán híres hegedűművész, Otakar Ševčík tanítványa volt, és tanulmányait a Prágai Konzervatóriumban végezte. 1928-ban felvételt nyert Vítězslav Novák és Alois Hába iskolájába. Egész életét a filmzeneszerzésnek szentelte. Közel kétszáz filmhez szerzett zenét. A Krakatit, a Husz János, és a Dařbuján a Pandrhola zenéjét is ő szerezte, de emellett sok sorozathoz is komponált (például: F. L. Věk). Művei a zene valósággal kapcsolatos viszonyát és részleteit mutatják, emellett számos film köszönheti zenéjének a sikerét, és nemzetközi érdekeltségét. Filmzenéken kívül írt számos éneket és zenekari darabot is.

## Fordítás
- Ez a szócikk részben vagy egészben  a   Jiří Srnka című cseh Wikipédia-szócikk fordításán alapul.  Az eredeti cikk szerkesztőit annak laptörténete sorolja fel. Ez a jelzés csupán a megfogalmazás eredetét és a szerzői jogokat jelzi, nem szolgál a cikkben szereplő információk forrásmegjelöléseként.